# Goita

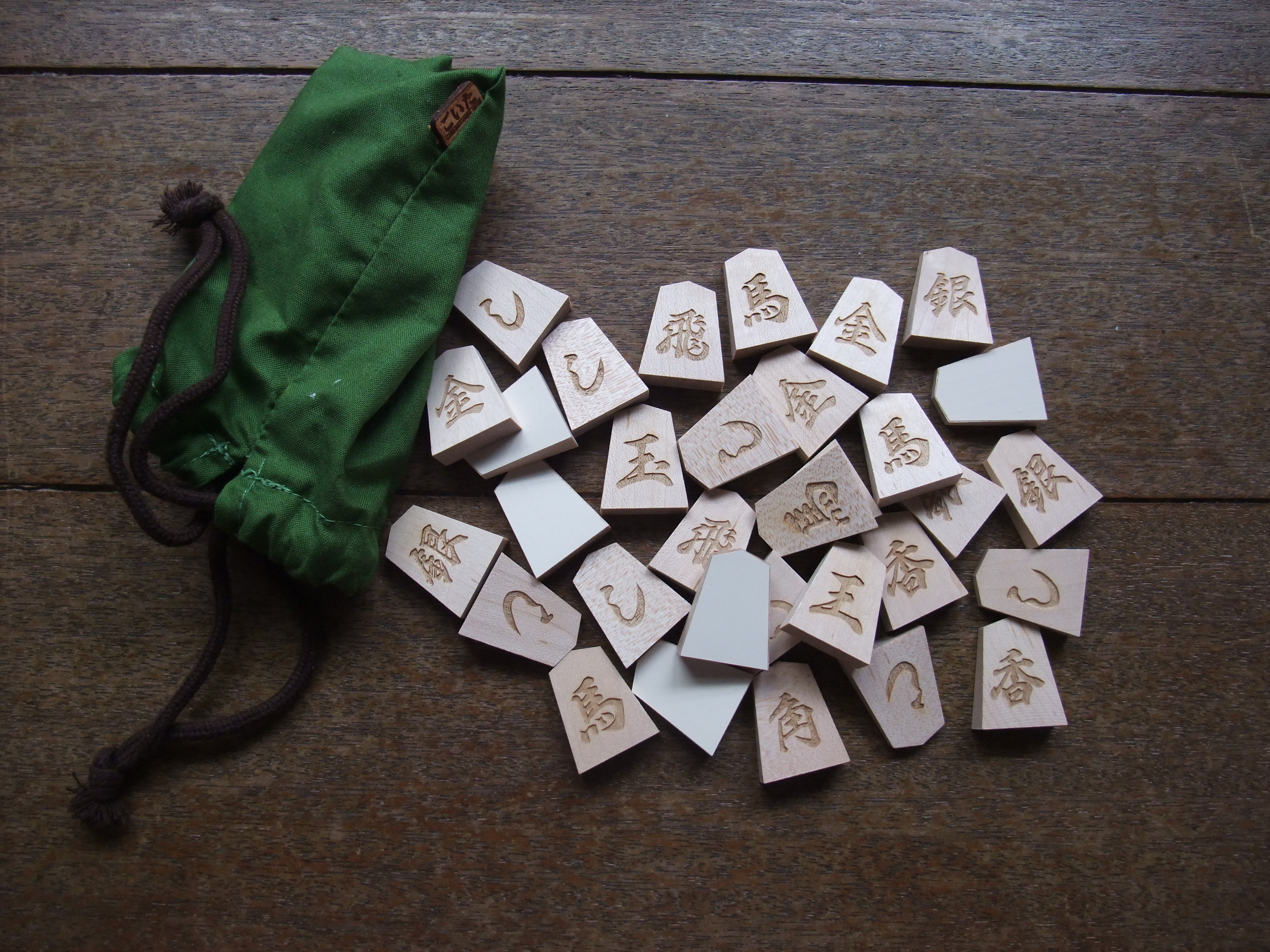
Goita

Goita (jap. ごいた) ist ein traditionelles japanisches Spiel, das vor allem im Fischerstädtchen Noto innerhalb der Präfektur Ishikawa verbreitet ist. Der Ablauf funktioniert nach dem Prinzip des Stichspiels.
Die Wurzeln von Goita reichen bis in das 17. Jahrhundert. Das Spiel selbst hat sich aus Uke-Shōgi heraus gebildet, ebenfalls ein altes Stichspiel, das in kurzen Pausen mit Shōgi-Steinen gespielt wurde.
Im Jahr 1999 wurde die „Goita Preservation Society“ gegründet. Diese hat sich zum Ziel gesetzt, diese lokale Tradition zu erhalten und deren Verbreitung zu fördern. Seit 2007 vertreibt der japanische Spiele-Hersteller Japon Brand Goita auch in einer Karten-Fassung. Diese ist für den internationalen Markt ausgelegt, sie enthält eine Anleitung auf Englisch, und die Karten wurden zur leichteren Unterscheidung mit Buchstaben versehen.

## Die Goita-Steine im Detail
Goita wurde früher mit Shōgi-Steinen gespielt. Durch die Evolution des klassischen Brettspiels Shōgi unterscheiden sich heutzutage die Spielsteine jedoch in vielen Punkten. Typische Goita-Steine werden aus Holz oder Bambus gefertigt, sie sind ca. 2 cm × 1 cm groß und passen damit schön in die Handfläche des Spielers. Die Steine sind nur auf einer Seite beschriftet, zudem unterscheidet sich die Beschriftung der Steine von der heute üblichen Shōgi-Variante. Ein Spielset besteht aus insgesamt 32 Steinen in acht unterschiedlichen Arten.
| Anzahl  | Symbol | Name und Übersetzung    | Wert      |
| ------- | ------ | ----------------------- | --------- |
| 2 Stk.  | 王 O   | Ō (König)               | 50 Punkte |
| 2 Stk.  | 飛 H   | Hisha (Turm)            | 40 Punkte |
| 2 Stk.  | 角 K   | Kaku (Läufer)           | 40 Punkte |
| 4 Stk.  | 金 k   | Kin (Goldener General)  | 30 Punkte |
| 4 Stk.  | 銀 G   | Gin (Silberner General) | 30 Punkte |
| 4 Stk.  | 馬 B   | Bakko (Springer)        | 20 Punkte |
| 4 Stk.  | 香 g   | gon (Lanze)             | 20 Punkte |
| 10 Stk. | ﾚ F    | Fu (Fußsoldat / Bauer)  | 10 Punkte |

## Spielregeln
Das Spiel ist für vier Spieler, wobei die zwei Spieler gegenüber jeweils ein Team bilden.

### Benötigtes Material
Um Goita spielen zu können, wird folgendes Material verwendet:
1. Ein Spielbrett. Im Original verwendet man ein Go- oder Shōgi-Brett. Die Karten-Variante kann auf jedem beliebigen Tisch gespielt werden.
2. Weiße und rote Marker, um die Punkte zu zählen. Weiße Marker gelten 10 Punkte, rote Marker zählen 50 Punkte. Ansonsten eignen sich auch Go-Steine oder Poker-Chips.
3. Die 32 Spielsteine oder ein Satz Goita-Karten.

### Ziel des Spiels
Ziel des Spieles ist es, als erstes alle Karten auf der Hand abzulegen und so Punkte für sein Team zu sammeln. Das Team, das als erstes 150 Punkte erlangt, gewinnt das Spiel.

### Die Gruppierung bestimmen
Natürlich können sich die Spieler im Vorfeld einfach darauf einigen, wer zusammen in einem Team spielt und welcher Spieler anfängt. Traditionell wird die Paarung jedoch vom Zufall bestimmt.
Wähle je zwei Stück von zwei unterschiedlichen Karten-Arten (z. B. zwei Ō und zwei Fu) und lege sie verdeckt auf den Tisch. Jeder Spieler nimmt sich eine Karte, die Spieler mit derselben Karte bilden ein Team. In der ersten Runde fängt das Team an, welches die höherwertige Karte gezogen hat (Ō). In den weiteren Runden beginnt jeweils der Sieger.

### Spielbeginn
Am Beginn jeder Runde werden alle Karten gut gemischt und gleichmäßig an die Spieler verteilt. Jeder Spieler hat nun acht Karten. Der Kartengeber wird in Japan „Oya“ genannt und traditionell ist auch er der Spieler, der anfängt. Ebenfalls ist es bei japanischen Spielen üblich, dass die Karten gegen den Uhrzeigersinn ausgeteilt werden und auch gegen den Uhrzeigersinn gespielt wird.
Der erste Spieler sucht sich jetzt eine Karte aus seiner Hand und legt sie verdeckt vor sich auf den Tisch. Anschließend sucht er sich eine zweite Karte aus und legt diese offen unterhalb der ersten Karte auf den Tisch. Damit ist sein Zug beendet, der Spieler rechts von ihm ist am Zug.

### Das Spielprinzip
In Goita geht es um Verteidigung und Angriff. Angreifen darf nur der, welcher sich verteidigt hat oder nicht verteidigen muss. Üblicherweise kann man bei Goita Feuer nur mit Feuer bekämpfen. Wird man mit „Bakko“ (Springer) angegriffen, muss man auch mit „Bakko“ verteidigen. Die Ausnahme ist hier der König „Ō“: Er kann fast alles parieren, nur nicht den Bauer „Fu“ oder den Bauer mir der Lanze „gon“. Dafür ist sich ein König zu schade.
Angriff und Verteidigung geschehen, indem der Spieler Karten in zwei Reihen vor sich auf dem Tisch ablegt. In der ersten Reihe stehen die Verteidiger, in der zweiten Reihe die Angreifer. Jedes Mal, wenn ein Spieler zum Zug kommt, fängt er eine neue Spalte an.

#### Verteidigen
Der Spieler, der aktuell an der Reihe ist, kann verteidigen, wenn er möchte. Dafür überprüft er einfach, mit welcher Karte der vorherige Spieler angegriffen hat und legt eine Karte, die parieren kann, in die Verteidigungsreihe. Kann oder will der Spieler nicht verteidigen, sagt er einfach „Passe“ oder „Weiter“. Sein Zug ist damit beendet. Der nächste Spieler ist am Zug, dieser kann nun ebenfalls versuchen, immer noch denselben Angriff abzuwehren.
In der Verteidigung gibt es zwei große Ausnahmen.
1. Der erste Spieler hat sich gegen keinen Angriff zu verteidigen. Deswegen legt er seine erste Karte verdeckt auf den Tisch. Ihr Wert bzw. die Art ist irrelevant.
2. Ein Spieler muss sich gegen seinen eigenen Angriff nicht verteidigen. Dies passiert dann, wenn alle anderen drei Spieler passen. In diesem Fall legt er ebenfalls eine beliebige Karte verdeckt als Verteidiger auf der Tisch.

#### Angriff
Wenn ein Spieler verteidigt hat, muss er angreifen. Dafür sucht er sich eine Karte aus, von der er glaubt, dass sich sein Gegner gegen sie nicht verteidigen kann, und legt sie unter seinen Verteidiger. Hier ist viel taktisches Geschick geboten.

### Gewinnen
Sobald ein Spieler seine letzte Karte aus der Hand gespielt hat, hat er diese Runde gewonnen. Sein Team bekommt den Wert der letzten Karte als Punkte gutgeschrieben und er ist der neue „Oya“ bzw. Kartengeber und fängt somit auch in der nächsten Runde als erstes an.
Ausnahme: Ist der letzte Verteidiger – egal ob verdeckt oder offen gespielt – von derselben Art wie der letzte Angreifer, bekommt das Team die doppelten Punkte.
Beispiel: Der Spieler verteidigt mit „Gin“ und legt als letzte Karte nochmals „Gin“ ab. Diese Karte wäre normal 40 Punkte wert. Da sie aber zum Schluss doppelt ausgespielt wurde, bekommt das Team 80 Punkte.
Um die Übersicht besser zu wahren, sollte immer nur ein Spieler für sein Team die Punkte sammeln. Hat das Team 150 Punkte (oder mehr) gesammelt, hat es automatisch gewonnen.

### Angriffsregelung bei Ō
Der König ist eine besondere Karte bei Goita. Wie oben bereits erwähnt, kann Ō fast alle anderen Angreifer parieren, nur nicht das gemeine Fußvolk „Fu“ und „gon“. Dafür darf er jedoch nicht  angreifen, außer einer der folgenden drei Situationen trifft zu:
1. Der andere „Ō“ wurde schon ausgespielt.
2. Der Spieler hat beide „Ō“ in seiner Hand.
3. „Ō“ wird als letzte Karte abgelegt.

### Handkombinationen mit Fu
Hat ein Spieler 5 oder mehr Fu-Karten in der Hand, muss er dies sofort allen anderen Spielern mitteilen. Es treten folgende Spezial-Regeln in Kraft:

#### 5 Fu
Besitzt der Teamkollege die restlichen 5 Fu, hat dieses Team mit 150 Punkten das Spiel automatisch gewonnen. Ansonsten kann der zweite Mitspieler entscheiden, ob die Karten neu gemischt werden sollen oder ob das Team trotzdem mit diesen Karten spielt.

#### 6 Fu
Der Spieler hat diese Runde automatisch gewonnen. Sein Team bekommt die Punkte seiner wertvollsten Karte in seiner Hand gutgeschrieben.

#### 7 Fu
Der Spieler hat diese Runde automatisch gewonnen. Sein Team bekommt die doppelten Punkte seiner wertvollsten Karte in seiner Hand gutgeschrieben.

#### 8 Fu
Der Spieler hat diese Runde automatisch gewonnen. Sein Team bekommt 100 Punkte gutgeschrieben.